# Курлан
Курлан (фр. Courlans) насеље је и општина у источној Француској у региону Франш-Конте, у департману Јура која припада префектури Лон ле Соније.
По подацима из 2011. године у општини је живело 982 становника, а густина насељености је износила 159,42 становника/km². Општина се простире на површини од 6,16 km². Налази се на средњој надморској висини од 240 метара (максималној 280 m, а минималној 211 m).

## Демографија
| 1962. | 1968. | 1975. | 1982. | 1990. | 1999. | 2011. |
| ----- | ----- | ----- | ----- | ----- | ----- | ----- |
| 409   | 412   | 446   | 646   | 640   | 737   | 982   |

График промене броја становника у току последњих година